# Leksands kommun
Leksand kommune ligger i det svenske län Dalarnas län i Dalarna. Kommunens administrationscenter ligger i byen Leksand.
Kommunen ligger ved  Siljansøen. Gennem kommunen løber Österdalälven som via Dalälven munder ud i Østersøen.

## Byer og landsbyer
Leksand kommune havde i 2005 otte byer og landsbyer.
Indbyggertal er pr. 31. december 2005.
| #  | By           | Indbyggere |
| -- | ------------ | ---------- |
| 1. | Leksand      | 5 861      |
| 2. | Insjön       | 2 150      |
| 3. | Siljansnäs   | 1 307      |
| 4. | Tällberg     | 637        |
| 5. | Häradsbygden | 626        |
| 6. | Djura        | 396        |
| 7. | Västanvik    | 385        |
| 8. | Alvik        | 242        |

## Venskabsbyer
Leksand har syv venskabsbyer:
- Aurora, Canada
- Brainerd, Minnesota, USA
- Hørsholm, Danmark
- Karksi-Nuia, Estland
- Lillehammer, Norge
- Oulais, Finland
- Tobetsu, Japan